# 双龙乡 (彭水县)
双龙乡，是中华人民共和国重庆市彭水苗族土家族自治县下辖的一个乡镇级行政单位。

## 行政区划
双龙乡下辖以下地区：
马岭村、小坪村和龟池村。